# Aérodrome de Beynes - Thiverval
L’aérodrome de Beynes - Thiverval (code OACI : LFPF) est un aérodrome agréé à usage restreint, situé sur la commune de Thiverval-Grignon à 2,5 km au sud-est de Beynes dans les Yvelines (région Île-de-France, France).
Il est utilisé pour la pratique d’activités de loisirs et de tourisme (vol à voile).

## Histoire
L’aérodrome de Beynes - Thiverval a été fondé en 1930 et devient un lieu de pratique du vol à voile. Le Club aéronautique Universitaire (CAU) est le premier à s’y installer en 1931, suivi par d’autres. Il devient également le lieu d’expérimentation de nouveaux planeurs.
Les hangars y sont installés en 1936 lorsque le terrain devient l’un des quatre centres régionaux de vol à voile. Pendant la guerre, les autorités autorisent le maintien d’une activité limitée sur l’aérodrome, avant que les installations et les planeurs ne soient réquisitionnées par l’occupant, les hangars gardent encore aujourd’hui quelques traces d’impacts datant de cette époque.
Les activités de l’aérodrome reprennent leur cours en 1945, on continue à y faire du vol à voile et on y construit même des avions lorsque Auguste Mudry y installe ses ateliers. De nos jours le terrain est exploité par le Centre aéronautique de Beynes (CAB) qui est le club de vol à voile le plus proche de Paris.

## Situation
| \| 20 km1:401 000 \| Beynes - Thiverval Chavenay - Villepreux Chelles Coulommiers Fontenay-Trésigny La Ferté-Alais Lognes-Émerainville Mantes - Chérence Meaux - Esbly Melun-Villaroche Moret - Épisy Nangis Les Loges Saint-Cyr-l'É. Les Mureaux Étampes Charles-de-Gaulle Le Bourget Orly Pontoise - Cormeilles-en-V. Paris-Saclay-Versailles Issy-les-M. Villacoublay |
| 20 km1:401 000 |

## Installations

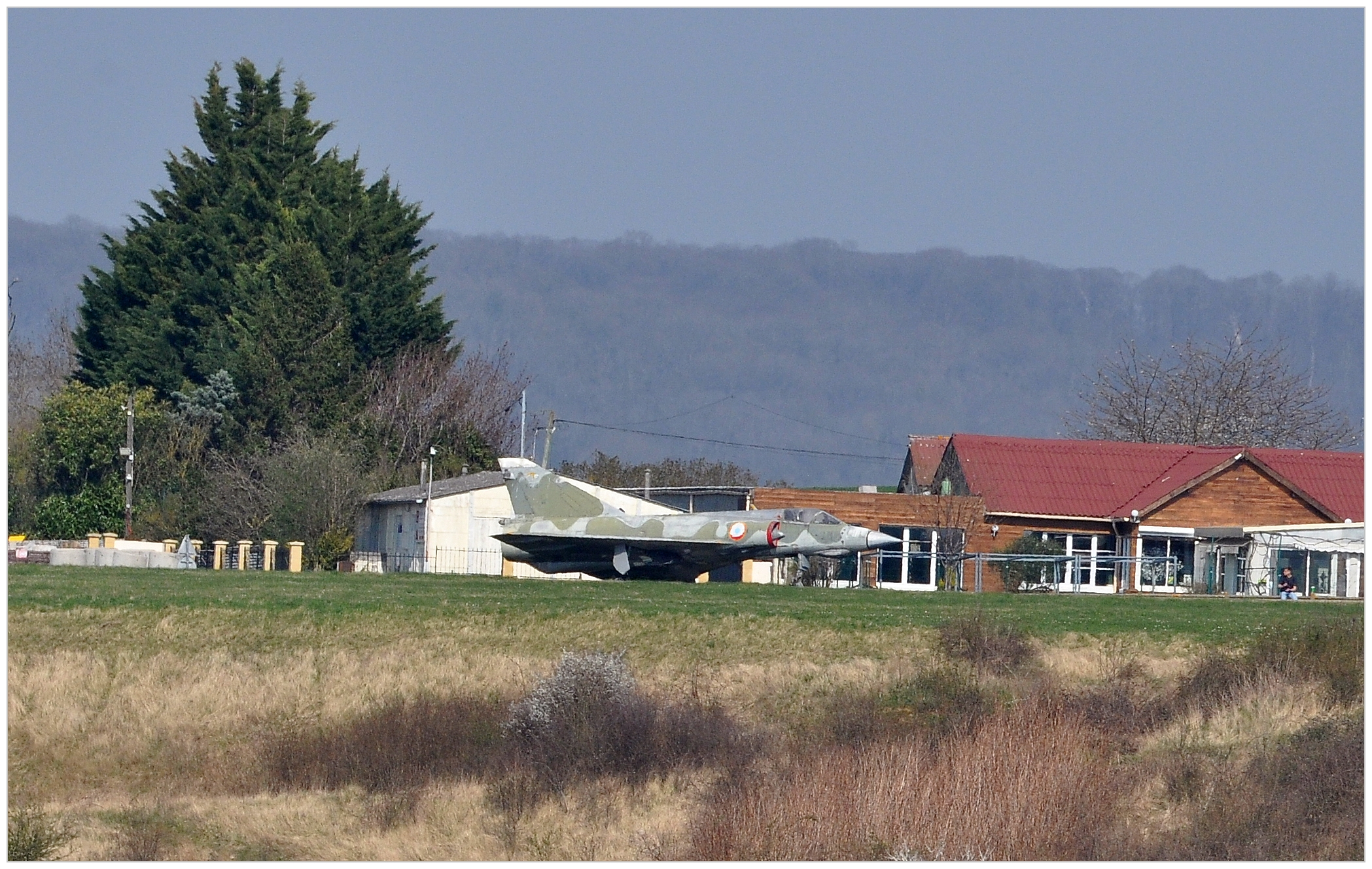
Un Mirage III qui a appartenu à l'escadron de Chasse 2/003 Champagne est présenté sur l'aérodrome de Beynes.

L’aérodrome dispose d’une piste en herbe orientée est-ouest (12/30), longue de 1 000 mètres et large de 80.
L’aérodrome n’est pas contrôlé. Les communications s’effectuent en auto-information sur la fréquence de 120,430 MHz.
S’y ajoutent :
- une station d’avitaillement en carburant (100LL) ;
- un restaurant[2].

## Activités
- Centre aéronautique de Beynes